# Carlo (Brett Dean)
Pour les articles homonymes, voir Carlo.
Carlo est une œuvre pour cordes et bande magnétique de Brett Dean, composée en 1997 en hommage à Carlo Gesualdo, prince italien et compositeur de madrigaux, célèbre pour le double meurtre de sa première épouse Maria d'Avalos et l'amant de celle-ci, surpris tous deux en situation d'adultère.
La partition est basée sur un échantillonnage de Moro, lasso, extrait du Sixième livre de madrigaux de Gesualdo, publié en 1611, et un passage du second Nocturne des Tenebrae Responsoria publiés la même année.

## Composition
Répondant à une commande de l'Australian Chamber Orchestra, Carlo a été composé en 1997, comme une « fantaisie musicale reflétant ce que pouvaient être les pensées de Gesualdo alors qu'il s'apprêtait à commettre son célèbre crime » : 

« Je crois que dans le cas de Carlo Gesualdo, on ne doit pas tenter de séparer la musique de sa vie et de son époque. Elles sont intrinsèquement entrelacées. Les textes de ses derniers madrigaux qu'il aurait, croit-on, écrits lui-même sont remplis d'allusions à l'amour, la mort, la culpabilité et l'apitoiement sur son propre sort. Lorsque l'on combine cela au fait que j'ai toujours considéré la musique vocale de Gesualdo et l'audition de celle-ci comme étant l'une des expériences musicales les plus importantes et les plus fascinantes de ma vie, on obtient les prémisses de ma composition. »

Toute la partition est consacrée « à la tension et au contraste entre la musique chorale de Gesualdo et l'écriture musicale de Dean, elle-même un commentaire sur le matériau de Gesualdo ainsi qu'une déconstruction de celui-ci. Dès le début, avec le choral oppressant et haletant extrait du célèbre madrigal Moro lasso de Gesualdo, deux époques sont confrontées et s'unissent. Du Gesualdo pur se fond avec des remarques instrumentales perturbées et Dean macule les progressions chromatiques d'accords avec des transpositions à-demi tonales successives dans le collage vocal préenregistré ».

## Création
L'œuvre, créée par l'Australian Chamber Orchestra, dans le cadre du Huntington Festival de Mudgee en Nouvelle-Galles du Sud, a remporté un grand succès auprès du public, et a été présentée dans le monde entier.
Sur une suggestion du chef d'orchestre Tõnu Kaljuste, une version pour chœur mixte et orchestre à cordes est réalisée et créée en 2002 à l'auditorium Berwaldhallen de Stockholm par le chœur et orchestre symphonique de la radio suédoise.
La partition est publiée par les éditions Boosey & Hawkes.

### Analyse
L'œuvre emprunte son matériau mélodique et harmonique au madrigal Moro lasso du Sixième livre de madrigaux de Carlo Gesualdo, publié en 1611 :
| Moro, lasso ! al mio duolo E chi mi può dar vita Ahi che m'ancide e non vuol darmi aita. O dolorosa sorte : Chi dar vita mi può, ahi, mi dà morte ! | Je meurs, hélas ! dans mes tourments, Qui pourra me rendre la vie ? Ah ! Qu'ils me tuent, que nul ne me vienne en aide. Ô douloureux sort : Celle qui peut me donner vie, hélas ! me donne la mort ! |

La technique très aboutie des instruments à cordes témoigne des connaissances précises du compositeur, également altiste professionnel : 

## Postérité
Dans The Gesualdo Hex (« Le sortilège de Gesualdo »), publié en 2010, le musicologue américain Glenn Watkins mentionne Carlo de Brett Dean parmi les œuvres de musique contemporaine, très nombreuses (plus de quatre-vingt partitions), adaptées ou inspirées par le prince compositeur italien.
Brett Dean a également composé un ballet consacré à Gesualdo, en 1998, intitulé One of a Kind et basé sur le madrigal Sparge la morte du Quatrième livre de madrigaux.

## Discographie
- Brett Dean : Pastoral Symphony, The Siduri Dances, Water Music et Carlo par le Swedish Chamber Orchestra (juin 2006 et mai 2007, BIS CD-1576, 2009)
- Brett Dean : Carlo, Erkki-Sven Tüür : L'Ombra della Croce, Psalmody & arrangements pour orchestre à cordes de Moro lasso et O crux benedicta par le chœur de chambre philharmonique estonien et le Tallinn Chamber Orchestra dirigé par Tõnu Kaljuste (12 décembre 2014, ECM New Series, 2015)

### Monographies
- (en) Glenn Watkins, The Gesualdo Hex : music, myth, and memory, New York, W. W. Norton, 2010, 384 p. (ISBN 978-0-393-07102-3)